# Bilan saison par saison du Chievo Vérone
Cette page présente le bilan saison par saison du Chievo Vérone.
Le Chievo Vérone est un club italien de football fondé en 1929. 
Il possède la particularité d'être l'unique club du pays à avoir joué dans des divisions régionales mineures avant de connaître une série de promotions l'amenant à disputer le championnat d'Italie au cours des années 2000. Cette progression remarquée débute dans les années 1980 avec l'accession à la quatrième division en 1986-1987, à la troisième division en 1989-1990, à la deuxième division en 1994-1995 puis à la première division en 2001-2002.

## Bilan saison par saison
| Saison                                                                                                   | Div. | Class. | M. J. | V  | N  | D  | Bp | Bc | Pts | Coupe d'Italie  | Europe                              |
| --- | ---- | ------ | ----- | -- | -- | -- | -- | -- | --- | --------------- | ----------------------------------- |
| De 1931-1932 à 1988-1989, le Chievo Vérone évolue dans des divisions inférieures à la troisième division |      |        |       |    |    |    |    |    |     |                 |                                     |
| 1989-1990                                                                                                | D3   | 6e     | 34    | 10 | 15 | 9  | 37 | 31 | 35  | -               | -                                   |
| 1990-1991                                                                                                | D3   | 14e    | 34    | 8  | 15 | 11 | 23 | 29 | 31  | -               | -                                   |
| 1991-1992                                                                                                | D3   | 7e     | 34    | 8  | 18 | 8  | 32 | 35 | 34  | -               | -                                   |
| 1992-1993                                                                                                | D3   | 7e     | 32    | 12 | 10 | 10 | 36 | 34 | 34  | -               | -                                   |
| 1993-1994                                                                                                | D3   | 1er    | 34    | 19 | 11 | 4  | 46 | 23 | 68  | -               | -                                   |
| 1994-1995                                                                                                | D2   | 13e    | 38    | 10 | 14 | 14 | 35 | 38 | 44  | 2e tour         | -                                   |
| 1995-1996                                                                                                | D2   | 14e    | 38    | 9  | 20 | 9  | 37 | 30 | 47  | 2e tour         | -                                   |
| 1996-1997                                                                                                | D2   | 7e     | 38    | 12 | 18 | 8  | 44 | 40 | 54  | 2e tour         | -                                   |
| 1997-1998                                                                                                | D2   | 10e    | 38    | 12 | 14 | 12 | 43 | 46 | 50  | 1er tour        | -                                   |
| 1998-1999                                                                                                | D2   | 11e    | 38    | 11 | 15 | 12 | 37 | 40 | 48  | 1/16            | -                                   |
| 1999-2000                                                                                                | D2   | 15e    | 38    | 11 | 14 | 13 | 48 | 53 | 47  | phase de groupe | -                                   |
| 2000-2001                                                                                                | D2   | 3e     | 38    | 19 | 13 | 6  | 54 | 34 | 70  | phase de groupe | -                                   |
| 2001-2002                                                                                                | D1   | 5e     | 34    | 14 | 12 | 8  | 57 | 52 | 54  | phase de groupe | -                                   |
| 2002-2003                                                                                                | D1   | 7e     | 34    | 16 | 7  | 11 | 51 | 39 | 55  | 1/4             | Coupe UEFA 1er tour                 |
| 2003-2004                                                                                                | D1   | 9e     | 34    | 11 | 11 | 12 | 36 | 37 | 44  | 1/8             | -                                   |
| 2004-2005                                                                                                | D1   | 15e    | 38    | 11 | 10 | 17 | 32 | 49 | 43  | 2e tour         | -                                   |
| 2005-2006                                                                                                | D1   | 4e     | 38    | 13 | 15 | 10 | 54 | 49 | 54  | 3e tour         | -                                   |
| 2006-2007                                                                                                | D1   | 18e    | 38    | 9  | 12 | 17 | 38 | 48 | 39  | 1/4             | Ligue des champions 3e tour prélim. |
| 2006-2007                                                                                                | D1   | 18e    | 38    | 9  | 12 | 17 | 38 | 48 | 39  | 1/4             | Coupe UEFA 1er tour                 |
| 2007-2008                                                                                                | D2   | 1er    | 42    | 24 | 13 | 5  | 77 | 43 | 85  | 1er tour        | -                                   |
| 2008-2009                                                                                                | D1   | 16e    | 38    | 8  | 14 | 16 | 35 | 49 | 38  | 3e tour         | -                                   |
| 2009-2010                                                                                                | D1   | 16e    | 38    | 12 | 8  | 18 | 37 | 42 | 44  | 1/8             | -                                   |
| 2010-2011                                                                                                | D1   | 11e    | 38    | 11 | 13 | 14 | 38 | 40 | 46  | 1/8             | -                                   |
| 2011-2012                                                                                                | D1   | 10e    | 38    | 12 | 13 | 13 | 35 | 45 | 49  | 1/4             | -                                   |
| 2012-2013                                                                                                | D1   |        |       |    |    |    |    |    |     | 1/16            | -                                   |